# 校
 (octobre 2020).
Si vous disposez d'ouvrages ou d'articles de référence ou si vous connaissez des sites web de qualité traitant du thème abordé ici, merci de compléter l'article en donnant les références utiles à sa vérifiabilité et en les liant à la section « Notes et références ».
校 (école) est un kanji. Il fait partie des kyōiku kanji de 1re année.
Il se lit こう (kō) en lecture on et en lecture kun.
Son caractère Unicode est 6821.

## Exemples
- 学校 (gakkō) : école, mot formé avec le kanji 学 (gaku) : étudier.
- 高等学校 (kōtōgakkō) : lycée.
- 中学校 (chuugakkō) : collège.
- 小学校 (shoogakkō) : école primaire.
- 校長 (kōchō) : directeur.